# Volin (Dacota do Sul)
Volin é uma cidade  localizada no estado norte-americano de Dacota do Sul, no Condado de Yankton.

## Demografia
Segundo o censo norte-americano de 2000, a sua população era de 207 habitantes.
Em 2006, foi estimada uma população de 202, um decréscimo de 5 (-2.4%).

## Geografia
De acordo com o United States Census Bureau tem uma área de
0,5 km², dos quais 0,5 km² cobertos por terra e 0,0 km² cobertos por água.

## Localidades na vizinhança
O diagrama seguinte representa as localidades num raio de 20 km ao redor de Volin.